# City Rain
City Rain é um jogo brasileiro produzido com a tecnologia Microsoft XNA. O jogo mistura os clássicos Sim City e Tetris em uma temática de sustentabilidade. City Rain é distribuído digitalmente desde 2009 por alguns portais de distribuição de jogos e pelo sistema de distribuição digital do Xbox 360, Live Indie Games.

## História
City Rain teve sua produção iniciada em 2008 por um grupo de quatro alunos, intitulado Mother Gaia Studio, de estudantes da Unesp Bauru dos cursos de Ciências da Computação, Desenho Industrial e  Sistemas de Informação. O jogo, como projeto estudantil, venceu duas competições internacionais: A Imagine Cup  2008, competição organizada pela Microsoft, a Games for Change 2008, competição organizada por uma ONG sediada em Nova York e, por fim, foi um dos dez finalistas da competição Independent Games Festival.
Após as vitórias nas competições supracitadas, parte do grupo iniciou uma empresa também chamada Mother Gaia Studio  e houve continuidade no desenvolvimento do City Rain objetivando a publicação digital do jogo que ocorreu em fevereiro de 2009.
Ao longo do ano de 2009 a empresa Mother Gaia Studio efetuou uma parceria com a editora de jogos eletrônicos canadense Ovolo Entertaiment, fazendo um re-lançamento do City Rain e iniciando vendas diretas pelo site oficial do City Rain, sediado pela companhia Ovolo.  e também a publicação no sistema de vendas do Xbox Live Arcade .